# Petersen-Graph
Der Petersen-Graph (benannt nach dem dänischen Mathematiker Julius Petersen) ist ein 3-regulärer (also kubischer) Graph mit 10 Knoten. Das bedeutet, dass jeder der Knoten drei Nachbarn hat, die Gradfolge ist also (3,3,3,3,3,3,3,3,3,3). Der Petersen-Graph ist in der Graphentheorie ein oft verwendetes Beispiel und Gegenbeispiel. Er tritt auch in der tropischen Geometrie auf.
Eigenschaften des Petersen-Graphen:
- Kubisch bzw. 3-regulär (per Definition)
- Nicht planar
- Zusammenhängend
- Symmetrisch
- Die Länge des kürzesten Kreises ist 5
- Enthält keinen Hamilton-Kreis
- Kleinster hypohamiltonscher Graph
- Chromatische Zahl (Graphentheorie) 3
- Chromatischer Index (Graphentheorie) 4
- Ist kein Cayley-Graph, obwohl er regulär und lokal-endlich ist.

Der Petersen-Graph gehört zu einer Gruppe von zusammenhängenden, brückenlosen und nicht planaren Graphen, die als „Snark“ bezeichnet werden.
Siehe auch: Typen von Graphen in der Graphentheorie in Graph (Graphentheorie)